# بيير كارتوه
بيير كارتوه (مواليد 24 سبتمبر 1943) هو لاعب كرة قدم. يلعب مع منتخب بلجيكا لكرة القدم. سبق له أن لعب في كأس العالم لكرة القدم مع منتخب بلاده.

## روابط خارجية
- بيير كارتوه على موقع الاتحاد الدولي (مؤرشف)  (الإنجليزية)
- بيير كارتوه على موقع الاتحاد البلجيكي (الإنجليزية)
- بيير كارتوه على موقع قاعدة بيانات كرة القدم.إي يو (الإنجليزية)
- بيير كارتوه على موقع ناشيونال فوتبول تيمز (الإنجليزية)
- بيير كارتوه على موقع عالم كرة القدم.نت (الإنجليزية)